# Hidroxid de nichel (II)
Hidroxidul de nichel este o bază alcătuită din două grupări hidroxil și un atom de nichel. Formula sa chimică este Ni(OH)2. 
1. ↑  „Hidroxid de nichel”, NICKEL HYDROXIDE (în engleză), PubChem, accesat în 14 octombrie 2016